# Maffei TL 33,3 t
Die Lokomotiven vom Typ Maffei TL 33,3 t waren dreiachsige Tenderlokomotiven, die ab 1902 von J.A. Maffei für verschiedene Eisenbahnunternehmen entwickelt und gebaut wurden. Die Lokomotiven wurden auch fälschlicherweise als Bayerische D II bezeichnet, sind aber nicht mit dieser Reihe identisch. Sie sind ähnlich der Bayerischen R 3/3.
Drei Lokomotiven des Typs sind erhalten. Die Lokomotive FSF 21 Virgilio mit der Fabriknummer 2311 war in Solignano Nuova in der Emilia-Romagna in sehr schlechtem Zustand vorhanden, bevor sie 2015 vom Eisenbahnmuseum Nördlingen nach Deutschland zurückgeholt wurde. Die FTN 23 Dante steht als Ausstellungsstück bei einer Schrottfirma in der Via Leinì, 520, Volpiano. Die Lokomotive mit der Nummer 2312 wurde bis 1981 in verschiedenen Werken als Rangierlokomotive genutzt. Im Jahr 1985 wurde sie von dem Bayerischen Localbahnverein übernommen und befindet sich heute im Localbahnmuseum Bayerisch Eisenstein.

## Geschichte
Im Gegensatz zu den Staatsbahnbaureihen Bayerischen D II, Bayerische R 3/3 und Bayerische D VII kam vom Typ TL 33,3 t keine in den Bestand von Staatsbahnen. Sie wird zwar gelegentlich in der Literatur als D II bezeichnet, gegenüber dieser Reihe weist die Serie aber einige Änderungen auf.
Es sind mehrere Lokomotiven bekannt, die dieser Typenreihe entsprechen.

### Fabriknummer 2312
Fabriknummer 2312 verblieb beim Hersteller und wurde dort bis 1934 innerbetrieblich als Rangierlokomotive genutzt. Ab 1953 lief sie als Werklokomotive bei Wacker Chemie in Burghausen. Letzter Eigentümer waren die Aschaffenburger Zellstoffwerke in Redenfelden, wo sie 1981 abgestellt wurde. Im Jahr 1985 wurde die Lokomotive vom  Bayerischen Localbahnverein erworben.
Die Lokomotive hat 1985 anlässlich des 150-jährigen Bestehens der Deutschen Eisenbahnen eine Hauptausbesserung in der Werkstatt der Tegernsee-Bahn Betriebsgesellschaft erhalten und wurde danach bis 1993 bei zahlreichen Sonderfahrten, besonders bei der Tegernseebahn eingesetzt. Seit 2001 steht die Lokomotive im Localbahnmuseum Bayerisch Eisenstein.
Ihre Bezeichnung J.A. MAFFEI auf den Wasserkästen ist original auf der Lokomotive vorhanden, die nachträgliche Aufschrift Sepperl auf den Schieberkästen bezieht sich auf den Spitznamen des Firmengründers.

### FSF 21–24
Vier Lokomotiven wurden zwischen 1903 und 1911 als FSF 21–24 und den Namen Nr. 21 Virgilio (1903); Nr. 22 Ariosto; Nr. 23 Dante (1910) und Nr. 24 Petrarca (1911) an die Ferrovia Suzzara-Ferrara in der Lombardei geliefert. Die Nr. 22 Ariosto wurde bereits 1936 wieder verkauft.
Während des Zweiten Weltkrieges war die Nr. 21 Virgilio in Verona eingesetzt, wurde schwer beschädigt und kehrte erst 1946 auf ihre Stammstrecke zurück. Die Nr. 23 Dante wurde in Piacenza von sich zurückziehenden deutschen Truppen stehen gelassen. Am wenigsten beschädigt war die Nr. 24 Petrarca.:90
Bei starkem Schneefall um die Jahreswende 1955/56 entgleiste die Nr. 21 Virgilio und musste mit einem Raupenschlepper geborgen und wieder eingegleist werden. Zur Räumung der Strecke wurde besonderer Schneeräumzug zusammengestellt: nach einem führenden Schneepflug folgte die Nr. 24 Petrarca, danach ein Tankwagen, ein Kohlewagen und ein Personenwagen. Den Rest des Zuges bildeten die Nr. 14 Mincio, die Nr. 21 Virgilio, die Nr. 23 Dante und ein zweiter Schneepflug.:170
Die FSF war sich zu dieser Zeit bewusst, dass die Lokomotiven das Ende ihrer mechanischen Lebensdauer erreicht hatten und äußerst unwirtschaftlich waren. Die erste Maschine, die verkauft wurde, war die Nr. 24 Petrarca, deren mechanischer Zustand noch unter den Kriegsschäden litt, während die Virgilio eine Hauptuntersuchung erhielt.
Die Nr. 21 Virgilio erhielt am 12. August 1959 ihre letzte Hauptuntersuchung, war bis 1964 im Einsatz und wurde anschließend ausgemustert und abgestellt. Sie wurde vom Eisenbahnmuseum Nördlingen aus Italien zurückgeholt und wird optisch wieder aufgearbeitet.

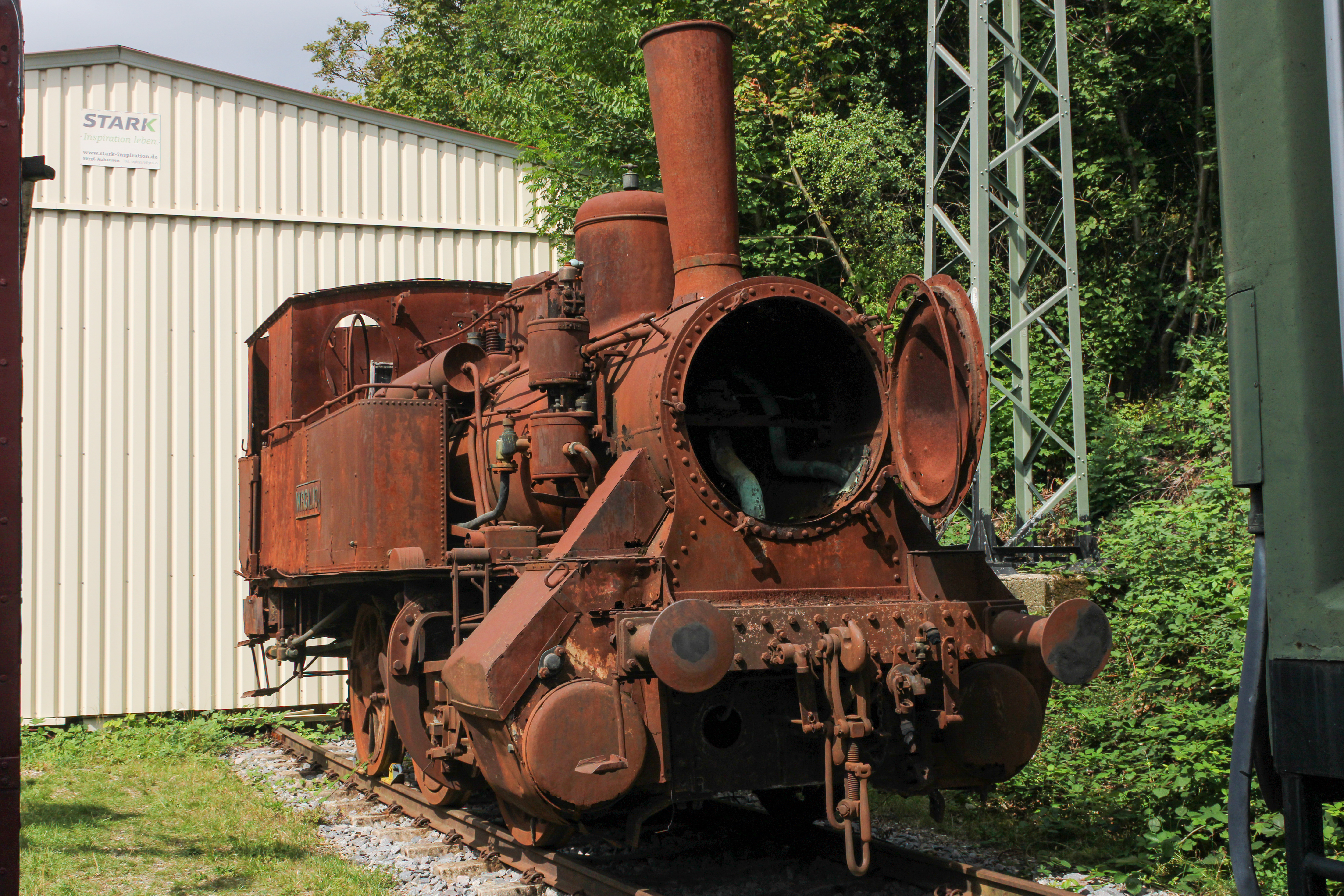
Lok „Virgilio“ im BEM Nördlingen im August 2025

### FTN 23
Die FSF 23 Dante  wurde von der Gesellschaft zum Verkauf angeboten und 1957 von Ferrovia Torino Nord (FTN) für 3 Millionen Lire gekauft.:180
Bei der FTN entgleiste sie und wurde trotz der leichten Schäden als nicht reparaturwürdig angesehen. Vom Abstellgleis in Settimo wurde sie vom Besitzer des Pescarito Autoporto gekauft, der sie als Denkmal vor seiner Villa aufstellte. Nach dessen Tod übergab die Witwe die Lokomotive kostenlos einem Interessenten, der sie mit Hilfe von Eisenbahnfreunden der Suzzara-Ferrara-Eisenbahn optisch wieder herstellte.:180 Die Lokomotive steht bei der Schrottfirma S.A.C.R.I.M.A. in der Via Leinì, 520, Volpiano.

## Technik
Die Lokomotiven waren Nassdampflokomotiven und führten Kohle- und Wasservorräte in seitlichen Behältern mit. Schon äußerlich sind die Unterschiede zu den Bayerischen D II, Bayerischen R 3/3 und Bayerischen D VII durch die andere Form der Wasserkästen und Schieberkästen zu sehen. Weitere Unterschiede sind die technischen Daten der Dampfmaschine, die bei den Staatsbahnlokomotiven etwas größer gewählt wurden. Mehr Wasser- und Kohlevorräte besitzen hingegen die Lokomotiven vom Typ TL 33,3 t.